# Gebirgs-Frauenfarn
Der Gebirgs-Frauenfarn oder Alpen-Waldfarn (Athyrium distentifolium) ist eine Pflanzenart aus der Gattung Frauenfarne (Athyrium) innerhalb der Familie der Wimperfarngewächse (Woodsiaceae). Sie ist auf der Nordhalbkugel verbreitet.

## Beschreibung

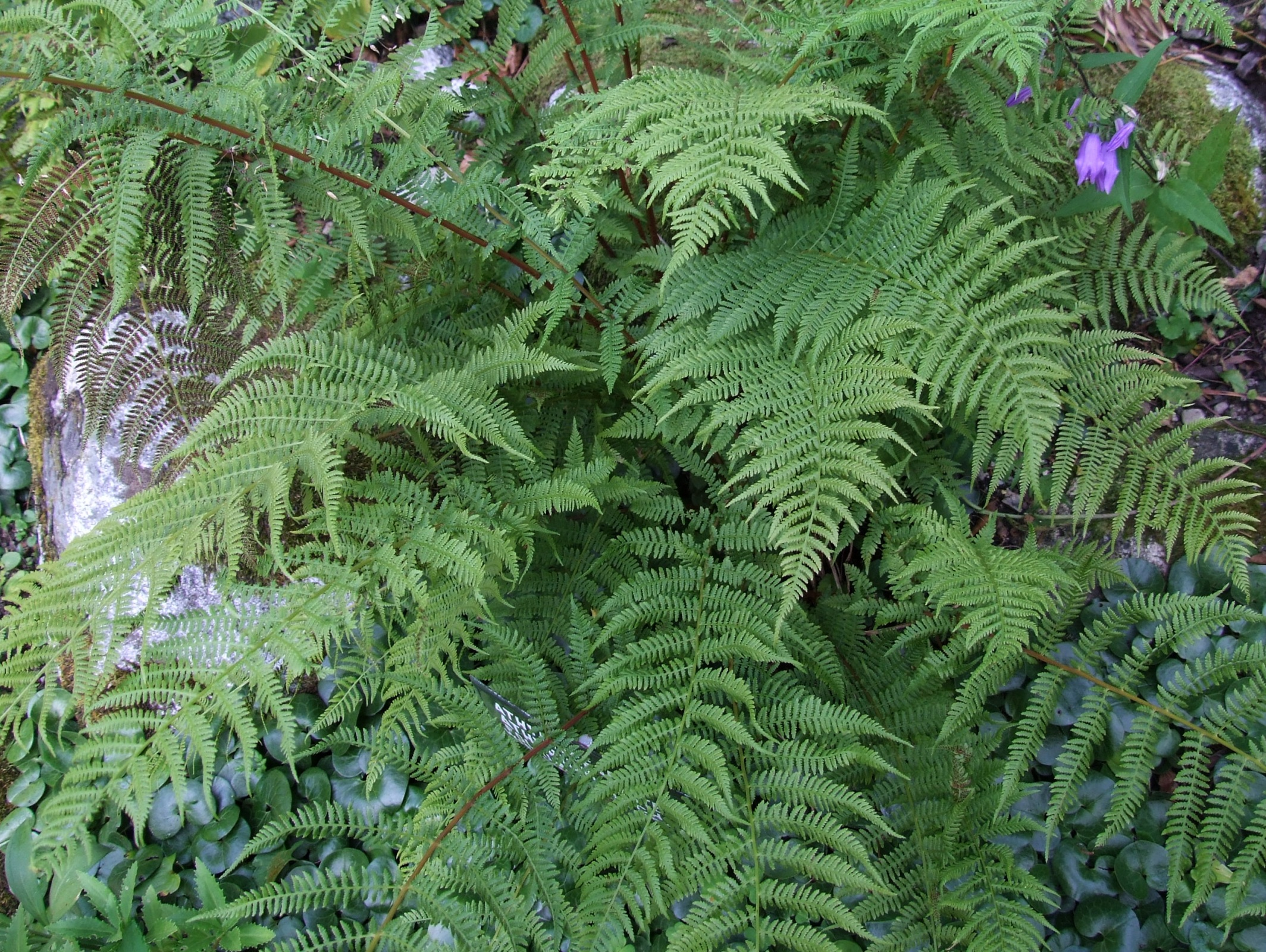
Habitus und Farnwedel

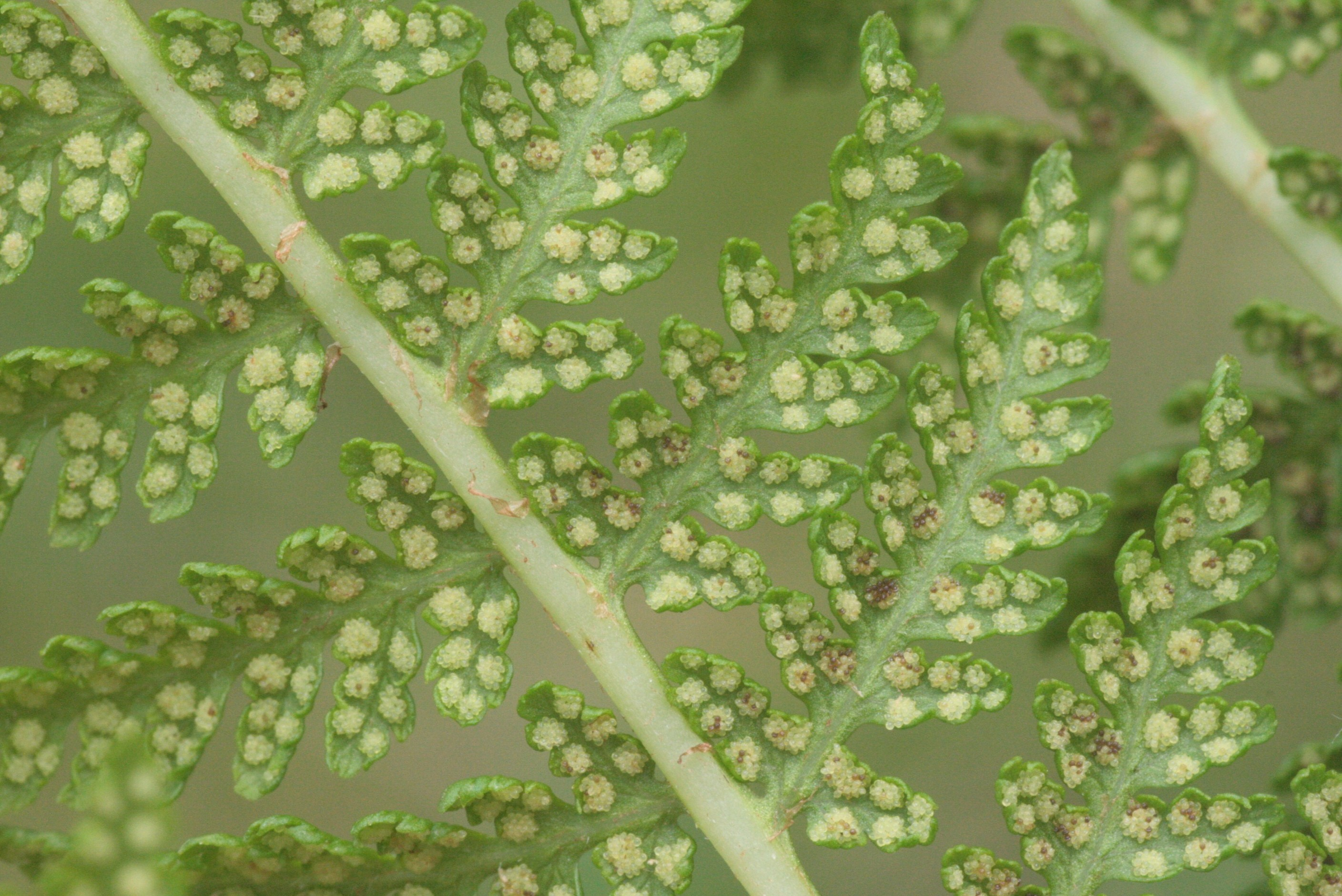
Sori des Gebirgs-Frauenfarns auf der Wedelunterseite

Der Gebirgs-Frauenfarn wächst als sommergrüne, ausdauernde krautige Pflanze und erreicht Wedellängen von 60 bis 160, selten bis zu 200 Zentimetern. Die Wedel sind doppelt bis dreifach, selten vierfach, gefiedert und dunkelgrün, die Fiederchen sind breit lanzettlich, mit gesägten Abschnitten. Die Rhachis ist grün, später gelb und kahl. Der Wedelstiel ist 14 bis 40 Zentimeter lang und mit breit lanzettlichen Spreuschuppen besetzt. Die Blattspreite besteht jederseits aus bis zu 26 länglichen Fiedern. Die Sori sind anfangs hufeisenförmig, später rund, klein, ihr Schleier fehlt oder fällt früh ab. Die Sporen sind netzartig geflügelt. Die Sporen werden im Juli bis September reif.
Die Chromosomenzahl beträgt 2n = 80.

## Ökologie
Beim Gebirgs-Frauenfarn handelt es sich um einen Hemikryptophyten. Die Ausbreitung der Diasporen erfolgt durch den Wind.

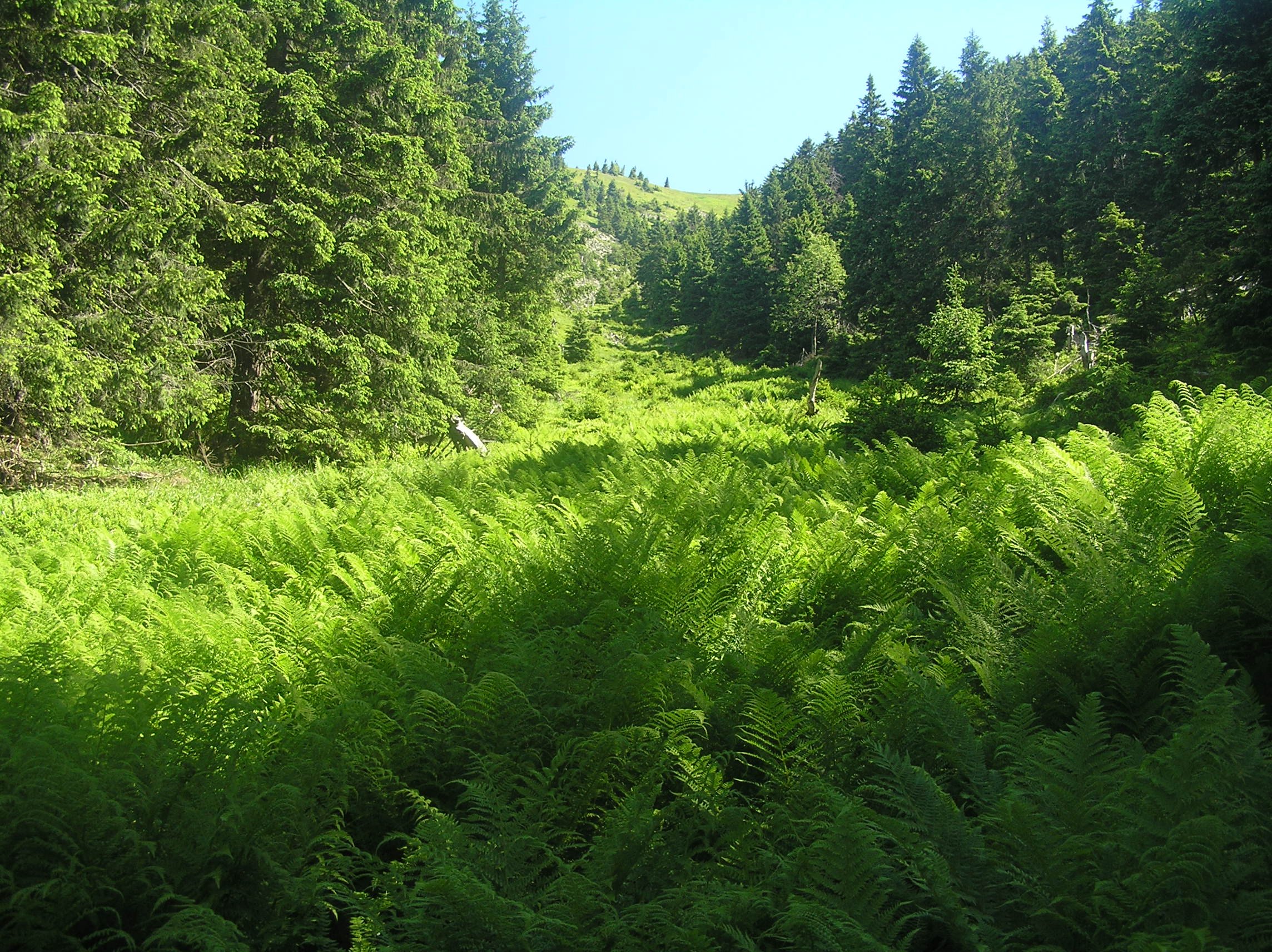
Bestand im Habitat in Tschechien

## Vorkommen
Der Gebirgs-Frauenfarn ist auf der Nordhalbkugel zirkumpolar verbreitet. Er kommt außer in Europa in Zentral- und Ostasien, in Grönland und im pazifischen Nordamerika vor. In Europa tritt er in Gebirgen zerstreut auf und zwar in den Pyrenäen, den Alpen, dem Ural, dem Kaukasus und dem Apennin und in den Gebirgen Norwegens. In den Alpen steigt er bis in Höhenlagen von 2400, selten bis zu 2700 Metern auf. In den Allgäuer Alpen steigt er auf der Linkers-Alpe bei Einödsbach in Bayern bis eine Höhenlage von 1950 Meter auf. Er steigt in Mitteleuropa selten bis 800 Meter herab.
In Mitteleuropa außerhalb der Alpen kommt er in folgenden Mittelgebirgen vor: im Schwarzwald, in den Vogesen, im Bayerischen Wald, im Thüringer Wald, im Harz und im Riesengebirge.
Der Gebirgs-Frauenfarn wächst an lichtreichen bis schwach beschatteten, frischen, kalkarmen, sauren, meist lang schneebedeckten Standorten, meist auf trockenen modrig-humosen Böden. Optimal gedeiht er in Hochstaudenfluren als Kennart einer eigenen Pflanzengesellschaft, Athyrietum distentifolii genannt; dort ist er bestandsbildend. Er kommt daneben auch in Lichtungen von Tannen-Fichten-Wäldern, und nur in Fichtenwälder vor. Seltener wächst er in Buchen-Ahornwäldern und gehört dort der Pflanzengesellschaft Aceri-Fagetum an.
Die ökologischen Zeigerwerte nach Landolt & al. 2010 sind in der Schweiz: Feuchtezahl F = 3+ (feucht), Lichtzahl L = 2 (schattig), Reaktionszahl R = 2 (sauer), Temperaturzahl T = 2 (subalpin), Nährstoffzahl N = 3 (mäßig nährstoffarm bis mäßig nährstoffreich), Kontinentalitätszahl K = 2 (subozeaanisch).

## Bedrohung
Der Gebirgs-Frauenfarn wird von Gemsen sehr gern gefressen. In Gebieten mit starkem Gams-Bestand ist der Farn daher bedroht, da er kein Sporangien entwickeln kann. Dies ist etwa im Schwarzwald auf der Nordwestseite des Belchen der Fall.

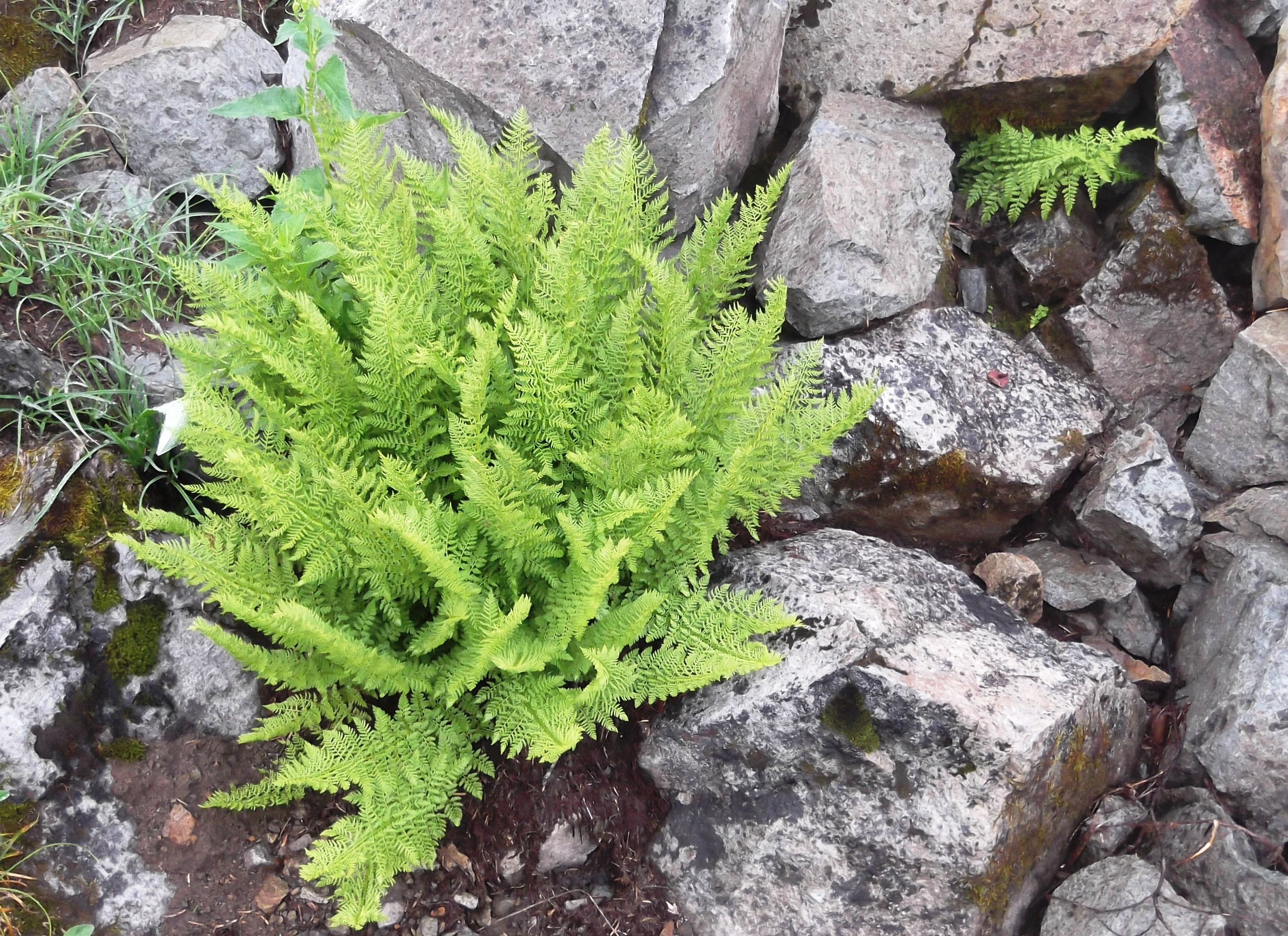
Habitus von Athyrium distentifolium var. americanum

## Systematik

### Botanische Geschichte
Die Erstbeschreibung erfolgte 1805 unter dem Namen Aspidium alpestre durch Hoppe. In einer Gattung Athyrium konnte Hoppes Epitheton „alpestre“ aber keine Verwendung finden, da Joseph Philippe de Clairvaux 1811 ein anderes Taxon schon als Athyrium alpestre bezeichnet hatte. Der Gebirgs-Frauenfarn wurde später 1820 von Philipp Maximilian Opiz in Kratos, Zeitschrift für Gymnasien Band 2 (1), S. 14 als Athyrium distentifolium neu beschrieben. Er verwendete dabei einen Namen, den er Ignaz Friedrich Tausch zuschrieb. Dies ist also der Name falls Autoren diese Art der Gattung Athyrium zurechnen. Synonyme für Athyrium distentifolium Tausch ex Opiz sind: Aspidium alpestre Hoppe, Athyrium alpestre (Hoppe) Nyl. ex Milde. Das Epitheton „distentifolium“ bedeutet „zerteiltes Blatt“.
Je nach Autor gibt wenige Varietäten von Athyrium distentifolium (Auswahl):
- Athyrium distentifolium Tausch ex Opiz var. distentifolium
- Athyrium distentifolium var. americanum (Butters) Boivin (Syn.: Athyrium alpestre var. americanum Butters, Athyrium americanum (Butters) Maxon)

### Akzeptierter Name
Andere Autoren nennen Pseudathyrium alpestre (Hoppe) Newman, veröffentlicht 1851 durch Newman in Phytol. 4, app. XIV, als akzeptierten Namen.

### Hybride
Wo Wald-Frauenfarn und Gebirgs-Frauenfarn gemeinsam vorkommen bildet sich regelmäßig der Bastard Athyrium ×reichsteinii Schneller & Rasbach (= Athyrium filix-femina × Athyrium distentifolium). Durch vegetative Vermehrung kann er sogar kleine Bestände aufbauen. In Deutschland wurde er nachgewiesen im Allgäu, Schwarzwald, Thüringer Wald und im Erzgebirge.
Die Typus-Lokalität ist der Feldberg im Schwarzwald am Felsenweg südöstlich vom Baldenweger Köpfle. Dieser Bastard wurde zuerst von D.E.Meyer 1959 oberhalb des Feldsees erkannt und gesammelt. Neben einer diploiden Sippe, die im Südschwarzwald mehrfach nachgewiesen wurde, gibt es auch zwei triploide Sippen. Eine der triploiden Sippen hat ein Genom von Athyrium distentifolium und zwei Genome von Athyrium filix-femina (ffd-Typ). Die andere hat zwei Genome von Athyrium distentifolium und ein Genom von Athyrium filix-femina (ddf-Typ). Beide Typen kommen im Feldberggebiet vor, wobei der ffd-Typ häufiger ist. Insgesamt sind die triploiden Typen aber seltener als die diploiden.